# 新竹縣竹北市竹仁國民小學
新竹縣竹北市竹仁國民小學，簡稱竹仁國小（Hsinchu County ChuJen ElementarySchool），一所位於新竹縣竹北市竹仁里的國民小學。 

## 創校沿革[1]
- 1956年8月1日竹北國民學校奉准設立竹北分校，為該校前身。
- 1958年改稱為「竹北國民學校竹仁分校」。
- 1959年2月興建教室5間，5月購置校地0.78公頃，8月12日奉准獨立為「竹仁國民學校」，首任校長為劉碧嵐先生，招收學生兩班。
- 1968年8月1日，全國實施九年國民義務教育，校名改為「竹仁國民小學」。

## 歷任校長[1]
| 任別 | 姓名   | 任職起訖日          | 任期     |
| ---- | ------ | ------------------- | -------- |
| 一   | 劉碧嵐 | 1959年8月~1962年7月 | 3年      |
| 二   | 曾錦象 | 1962年8月~1970年7月 | 8年      |
| 三   | 鄒德坪 | 1970年8月~1973年7月 | 3年      |
| 四   | 黃德輝 | 1973年8月~1983年7月 | 10年     |
| 五   | 詹錢增 | 1983年8月~1992年1月 | 8年6個月 |
| 六   | 張金輝 | 1992年2月~1994年1月 | 2年      |
| 代理 | 黃清標 | 1994年2月~1994年7月 | 6個月    |
| 七   | 林礽哲 | 1994年8月~2004年7月 | 10年     |
| 八   | 范振營 | 2004年8月~2007年7月 | 3年      |
| 九   | 彭寶旺 | 2007年8月~2014年7月 | 7年      |
| 十   | 吳明珠 | 2014年8月~2022年7月 | 8年      |
| 十一 | 葉若蘭 | 2022年8月~至今      | 現任     |

## 學區劃分[2]
1. 福德里（全里）。
2. 竹仁里11-49鄰。
3. 泰和里3-6鄰、8-10 鄰。
4. 文化里1鄰、3-5鄰、7-8鄰、11-13鄰。
5. 竹北里25-29鄰。